# Le Passé d'une mère
Pour plus de détails, voir Fiche technique et Distribution.
Le Passé d'une mère (Vedi Napoli e poi muori) est un mélodrame italien réalisé par Riccardo Freda et sorti en 1952.

## Synopsis
Le trafiquant de drogue Sanesi tente d'amener sa vieille amie Marisa à faire chanter son mari, un haut fonctionnaire de banque. Mais le fonctionnaire devient convaincu que les Marisa le trompe avec Sanesi et jette sa femme hors de la maison. Afin d'éviter que la situation ne dégénère, Marisa décide d'assassiner Sanesi. Un procès pour meurtre s'ouvre alors contre Marisa. Son acquittement pour légitime défense conduiront Marisa et son mari à la réconciliation.

## Fiche technique
Sauf indication contraire, les informations mentionnées dans cette section peuvent être confirmées par la base de données cinématographiques IMDb,  présente dans la section « Liens externes ».
- Titre français : Le Passé d'une mère ou Chantage ou Amour et orgueil ou Voir Naples et mourir[1]
- Titre original italien : Vedi Napoli e poi muori ou Perfido ricatto[2] (litt. « Chantage perfide »)
- Réalisation : Riccardo Freda
- Scénario : Alberto Vecchietti (it), Ennio De Concini
- Photographie : Gábor Pogány
- Montage : Otello Colangeli
- Musique : Carlo Innocenzi
- Décors : Enzo Costantini, Piero Filippone
- Production : Carlo Caiano (it), Umberto Momi
- Société de production : Associati produttori indipendenti (API)
- Pays de production :  Italie
- Langue originale : italien
- Format : Noir et blanc et une séquence en couleur - 1,37:1 - Son mono - 35 mm
- Durée : 88 minutes (1 h 28[2])
- Genre : Mélodrame
- Dates de sortie :
  - Italie : 29 mars 1952[3],[4]
  - France : 12 juin 1953[1]

## Distribution
- Gianna Maria Canale : Marisa
- Renato Baldini : Giacomo Marini
- Vittorio Sanipoli : Roberto Sanesi
- Claudio Villa : Le chanteur mélodique
- Carletto Sposito
- Franca Marzi : La fiancée de Sanesi
- Duccio Sissia

## Production
Auréolé du succès de son film précédent, La Vengeance de l'Aigle noir, Riccardo Freda finance ce film par le biais de la société d'Umberto Momi et Carlo Caiano (it), l'Associati produttori indipendenti (API). Freda déclare avoir tourné le film en seulement quinze jours, dont trois à tourné les extérieurs à Naples et le reste au studio du Centro sperimentale di cinematografia (CSC) à Rome.
Le film marque la première d'une longue collaboration entre Freda et son chef opérateur Gábor Pogány. Freda ne tarissait pas d'éloges envers son directeur de la photographie, déclarant que « c'est incroyable, mais ce sont les Hongrois et les Tchèques qui ont révolutionné la photographie en Italie : Jan Stallich, Václav Vích et Gábor Pogány. Ils ont réinventé le placement des lumières sur le plateau. Ces trois-là sont restés célèbres en Italie et constituent ce qu'on appelle "l'école hongroise" ».
Le film est un mélange de deux genres très appréciés du public italien à l'époque : le mélodrame sentimental, communément appelé stappalacrime et le film policier.
Tourné en noir et blanc, le film présente cependant curieusement une courte séquence couleur.

## Exploitation
Le film a connu deux titres italiens : Vedi Napoli e poi muori ou Perfido ricatto. Les recettes du film sur le territoire italien se montent à 381 384 000 lires italiennes,.
En France, le film est connue sous une multitude de noms, dont Le Passé d'une mère, Chantage, Amour et orgueil ou encore Voir Naples et mourir, traduction littérale du titre original.